# Sân bay Tampere-Pirkkala

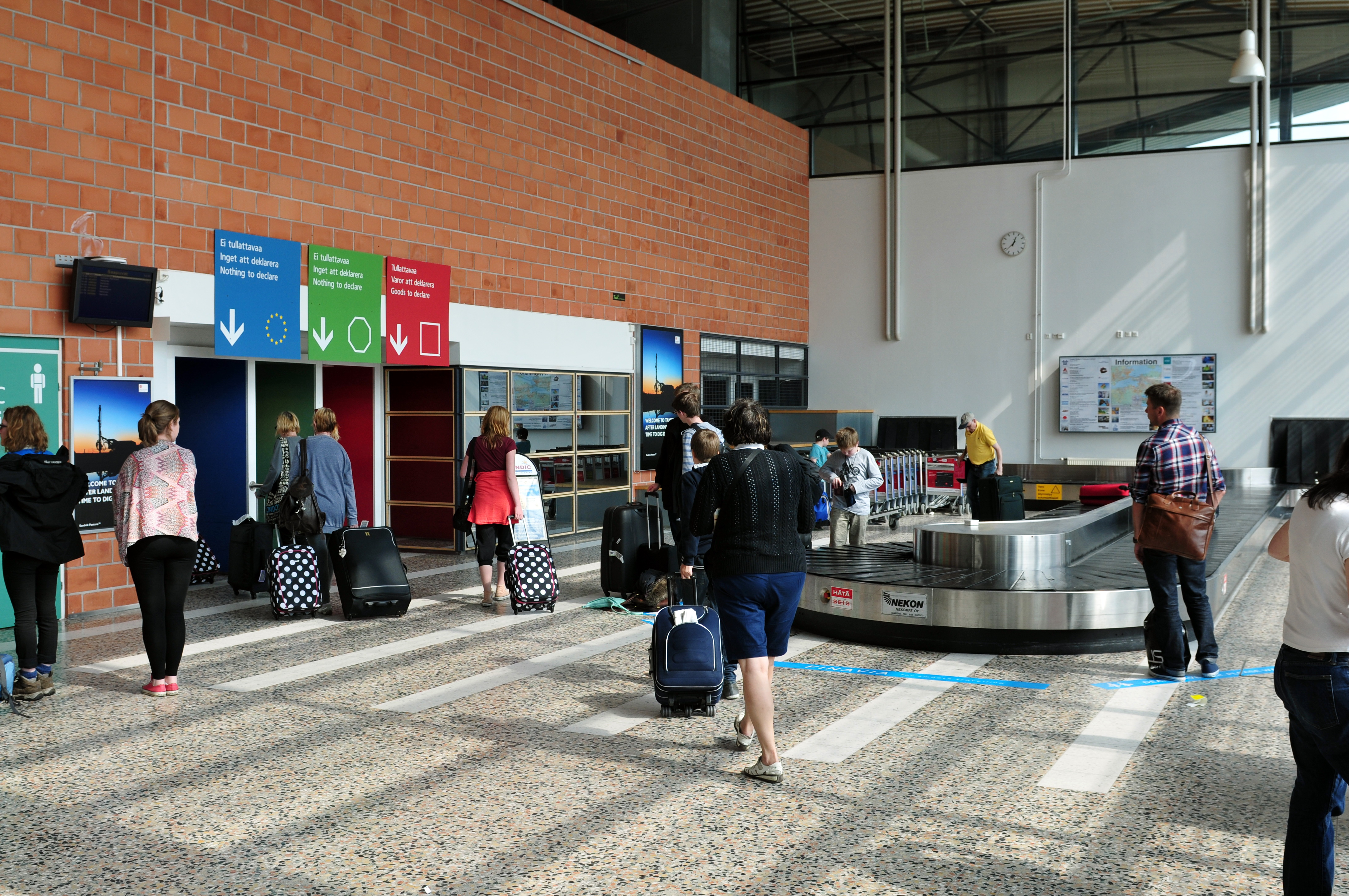
Terminal 1

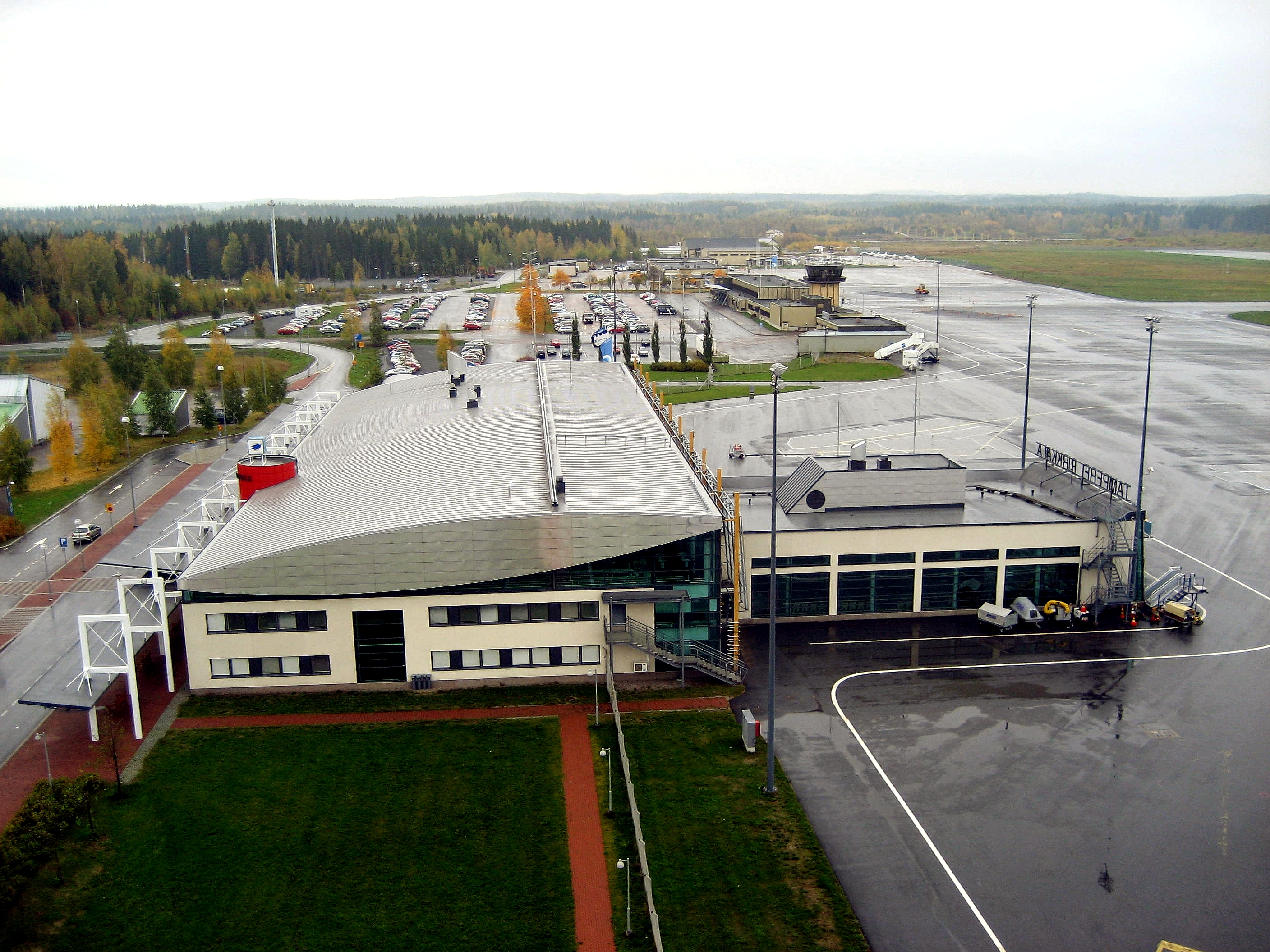
Sân bay Tampere-Pirkkala

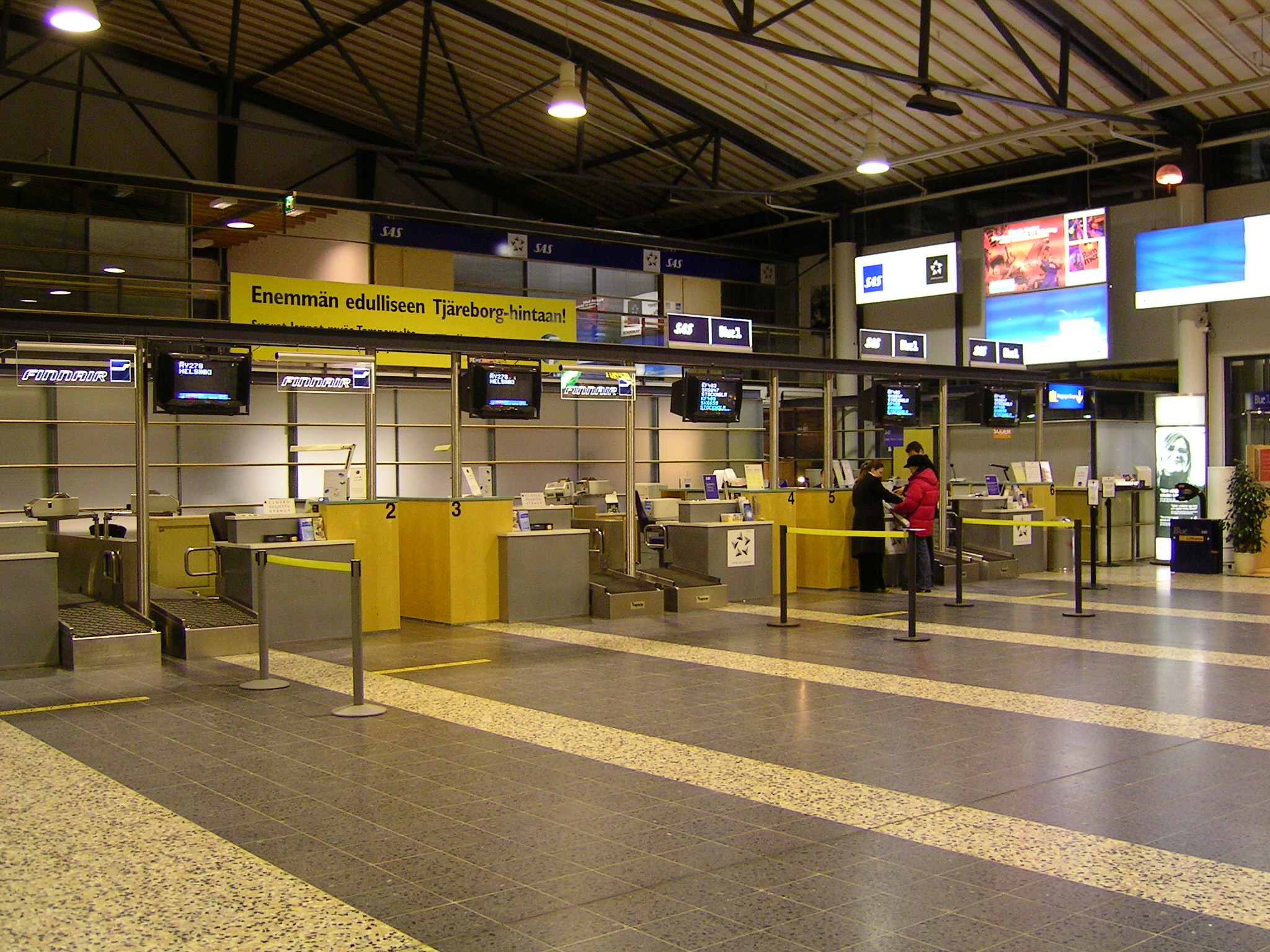
Sảnh đi của nhà ga 1.

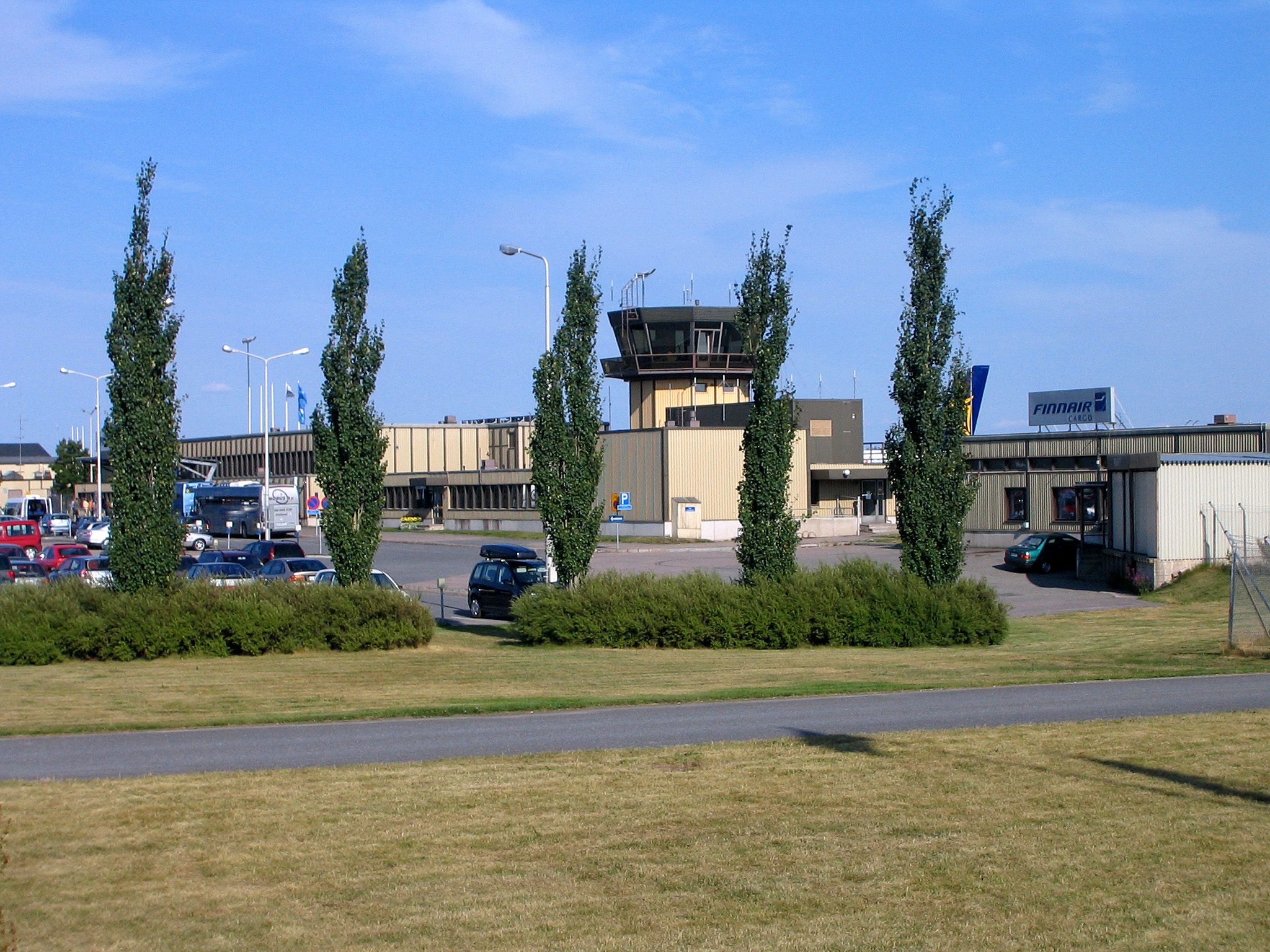
Hãng hàng không giá rẻ Ryanair sử dụng nhà ga 2

Sân bay Tampere-Pirkkala (IATA: TMP, ICAO: EFTP) là một sân bay ở Pirkkala, khoảng 17 km về phía tây nam thành phố Tampere, là sân bay lớn thứ 3 ở Phần Lan và là sân bay quốc tế bận rộn thứ nhì ở Phần Lan. Tampere-Pirkkala cũng là một trong những sân bay có tốc độ tăng trưởng nhanh nhất của quốc gia này, với số lượng khách từ 256.380 lượt trong năm 2000 lên 632.010 lượt trong năm 2006. Sự tăng trưởng nhanh này là nhờ hãng hàng không giá rẻ Ryanair nối với các tuyến bay ở Trung Âu và Tây Âu.
Sân bay có hai nhà ga. Hãng Ryanair sử dụng nhà ga 2 còn các hãng khác sử dụng nhà ga chính (nhà ga 1).
Tampere-Pirkkala cũng là sân bay quân sự của Không quân Phần Lan.
Sân bay Tampere được thiết lập năm 1936 ở Härmälä (một quận của Tampere), khoảng cách khoảng 6 km so với trung tâm Tampere. Tại thời điểm đó, có các tuyến bay nối với Helsinki, Vaasa, Oulu và Kemi bởi hãng hàng không Aero Oy (một tiền thân của Finnair). Nhà ga đầu tiên được xây năm 1941.

## Các hãng hàng không và tuyến bay

### Terminal 1
- airBaltic (Riga, Kuopio)
- Blue1
  - Blue1 cung ứng bởi Air Express (Stockholm-Arlanda)
- Finncomm Airlines (Helsinki, Kittilä)
- Wingo xprs (Turku, Oulu)

### Terminal 2
- Ryanair (Bremen, Dublin, Hahn-Frankfurt, London-Stansted, Milan-Bergamo, Riga)